# 2010 في ماليزيا
فيما يلي قوائم الأحداث التي وقعت خلال عام 2010 في ماليزيا.

## سياسة

### تعيين في المنصب
- 13 سبتمبر – محمد الخامس سلطان كلنتن [الإنجليزية]‏.

## رياضة
- 1 يناير – جائزة ماليزيا الكبرى للدراجات النارية 2010

## وفيات

### أغسطس
- 28 أغسطس – عيسى بكر (مواليد 1952) لاعب كرة قدم ماليزي.